# Валиев, Акрам Искандарович
Акра́м Исканда́рович Вали́ев (тат. Әкрам Искәндәр улы Вәлиев; 17 апреля 1924, село Ильбяково, Азнакаевская волость, Бугульминский кантон, Автономная Татарская ССР — 10 августа 1975, село Ильбяково, Азнакаевский район, Республика Татарстан) — гвардии лейтенант Советской Армии, участник Великой Отечественной войны. Герой Советского Союза (1945).

## Биография
Акрам Валиев родился 17 апреля 1924 года в селе Ильбяково ныне Азнакаевского района Татарстана в крестьянской семье. Окончил среднюю школу, проживал в Бурятии, где работал заведующим клубом и старателем на золотом прииске. В 1941 году был призван на службу в Рабоче-крестьянскую Красную Армию. С марта 1942 года — на фронтах Великой Отечественной войны. В том же году Валиев вступил в ВКП(б). В 1943 году ему было присвоено звание сержанта, он стал командиром стрелкового отделения. Участвовал в боях на Калининском и 2-м Прибалтийском фронтах. Принимал участие в освобождении Новгородской и Псковской областей, Латвийской ССР. В 1944 году во время боёв за город Лудза был ранен, но вскоре вернулся в строй. К августу 1944 года гвардии старший сержант Акрам Валиев командовал отделением 1-го батальона 341-го гвардейского стрелкового полка 119-й гвардейской стрелковой дивизии 10-й гвардейской армии 2-го Прибалтийского фронта. Отличился во время освобождения города Мадона.
В ночь с 3 на 4 августа 1944 года Валиев вместе со своим отделением вплавь переправился через реку у посёлка Баркава Мадонского района. Отделению удалось захватить плацдарм. Пока его бойцы отражали контратаки врага, Валиев, захватив три лодки, шесть раз совершил рейсы, переправляя бойцов батальона на западный берег реки, несмотря на массированный пулемётный и миномётный огонь противника. В нескольких случаях Валиеву приходилось плыть рядом с лодкой, толкая её руками, чтобы перевезти как можно больше бойцов. Именно с этого плацдарма дивизия продолжила наступление, освободив 13 августа 1944 года Мадону.
Указом Президиума Верховного Совета СССР от 24 марта 1945 года за «образцовое выполнение боевых заданий командования на фронте борьбы с немецкими захватчиками и проявленные при этом отвагу и геройство» гвардии старший сержант Акрам Валиев было удостоен высокого звания Героя Советского Союза с вручением ордена Ленина и медали «Золотая Звезда» за номером 5467.
Принимал участие в освобождении Риги. Конец войны Валиев встретил на Курляндском полуострове. В 1946 году в звании лейтенанта он был уволен в запас. Проживал и работал на родине, скончался 10 августа 1975 года. Похоронен в селе Ильбяково.
Был также награждён орденом Красной Звезды и рядом медалей.
В 2011 году в селе Багдарин Баунтовского района Республики Бурятия установлен бюст Акрама Валиева.